# St. Mariä Geburt (Eggerode)
Die katholische Pfarrkirche Mariä Geburt ist ein denkmalgeschütztes Kirchengebäude in Eggerode, einem Ortsteil von Schöppingen im Kreis Borken in Nordrhein-Westfalen.

## Geschichte
Die ehemalige Eigenkirche wurde vermutlich im 12. Jahrhundert von Schöppingen abgetrennt. Sie wurde erstmals 1313 urkundlich als Pfarre genannt. In der Gnadenkapelle neben der Kirche, erbaut um 1850 nach Vorbild der Kevelaerer Kapelle, befindet sich eine etwa 800 Jahre alte Marienfigur, die jährlich von um die 70.000 Gläubigen besucht und verehrt wird. Vorgängerbauten der Kapelle aus dem Mittelalter bzw. 17. Jahrhundert (Fachwerk) wurden im Dreißigjährigen Krieg zerstört bzw. in den 1830er Jahren abgebrochen.

## Architektur
Der Westturm mit einem gotischen Treppengiebel wurde im 12. Jahrhundert errichtet. Der Chor, dessen erstes Joch heute baulich in das Langhaus integriert wurde, stammt aus dem Jahr 1739 und wurde zu Beginn des 20. Jahrhunderts gotisiert (Spitzbogen- statt Rechteckfenster), das Langhaus 1957 dreischiffig (der Altbau war einschiffig) komplett neu errichtet. Das Gewölbe des Chores ist gemauert, während das Langhaus eine blau gestrichene Holzdecke erhielt.

## Ausstattung
- Hochaltar im Knorpelstil
- Reste eines romanischen Taufsteins
- Gotisches Turmziborium[2]

## Wallfahrt
Der alljährliche Höhepunkt der Wallfahrtszeit ist traditionell die Festwoche um das Fest Mariä Geburt am 8. September.